# Antoinette Guedia
Antoinette Joyce Guedia Mouafo (* 21. Oktober 1995 in Douala) ist eine Schwimmerin aus Kamerun.
Antoinette Guedia war mit 12 Jahren die jüngste Sportlerin bei den Olympischen Sommerspielen 2008. Am 15. August kam sie über die 50 m Freistil zum Einsatz. In ihrem Vorlauf belegte Guedia den vierten Platz und schied damit aus. In der Endwertung belegte sie den 83. Platz bei 90 Startern. Vier Jahre später konnte sie in London unter 30 Sekunden auf der Strecke bleiben und 54. von 74 Athletinnen werden.